# Anastasija Gasanova
Anastasija Dmitrijevna Gasanova (Russisch: Анастасия Дмитриевна Гасанова) (Saratov, 15 mei 1999) is een tennisspeelster uit Rusland. Gasanova begon met tennis toen zij zes jaar oud was. Haar favoriete ondergrond is hardcourt. Zij speelt rechtshandig en heeft een tweehandige backhand. Zij is actief in het internationale tennis sinds november 2013.

## Loopbaan

### Enkelspel
Gasanova debuteerde in 2013 op het ITF-toernooi van Astana (Kazachstan). Zij stond in 2014 voor het eerst in een finale, op het ITF-toernooi van Telavi (Georgië) – hier veroverde zij haar eerste titel, door de Moldavische Daniela Ciobanu te verslaan. Tot op heden(juni 2023) won zij zes ITF-titels, de meest recente in 2018 in Guiyang (China).
In 2020 speelde Gasanova voor het eerst op een WTA-hoofdtoernooi, op het 125k-toernooi van Praag. In januari 2021 versloeg zij voor het eerst een speelster uit de top tien: Karolína Plíšková (WTA-6) in de tweede ronde van het WTA-toernooi van Abu Dhabi, met 6–2 en 6–4.
In oktober 2021 kwam Gasanova binnen op de top 150 van de wereldranglijst.
In 2022 had zij haar grandslamdebuut op Roland Garros, waar zij als lucky loser aan het hoofdtoernooi kon deelnemen.
Haar hoogste notering op de WTA-ranglijst is de 121e plaats, die zij bereikte in januari 2022.

### Dubbelspel
Gasanova is in het dubbelspel minder actief dan in het enkelspel. Zij debuteerde in 2013 op het ITF-toernooi van Astana (Kazachstan), samen met landgenote Sofiya Esterman. Zij stond in 2015 voor het eerst in een finale, op het ITF-toernooi van Telavi (Georgië), samen met landgenote Adeliya Zabirova – zij verloren van het duo Ani Amiraghyan en Chen Chaoyi . In 2016 veroverde Gasanova haar eerste titel, op het ITF-toernooi van Solapur (India), samen met Wit-Russin Svjatlana Pirazjenka, door het duo Ola Abou Zekry en Anastasia Pribylova te verslaan. Tot op heden(juni 2023) won zij vijf ITF-titels, de meest recente in 2023 in La Marsa (Tunesië).
In 2021 speelde Gasanova voor het eerst op een WTA-hoofdtoernooi, op het toernooi van Praag, samen met de Bulgaarse Isabella Shinikova. In 2022 bereikte zij de halve finale van het toernooi van Parijs, aan de zijde van landgenote Kamilla Rachimova.

## Posities op deWTA-ranglijst
Positie per einde seizoen:
| jaar | rang enkelspel | rang dubbelspel |
| ---- | -------------- | --------------- |
| 2014 | 891            | –               |
| 2015 | 624            | –               |
| 2016 | 385            | 560             |
| 2017 | 454            | 583             |
| 2018 | 305            | 294             |
| 2019 | 307            | 333             |
| 2020 | 290            | 321             |
| 2021 | 138            | 332             |
| 2022 | 179            | 301             |

## Palmares

### Gewonnen ITF-toernooien enkelspel
| nr. | finale     | toernooi | dotatie | ondergrond | tegenstandster in finale | score         |
| --- | ---------- | -------- | ------- | ---------- | ------------------------ | ------------- |
| 1.  | 2014-08-17 | Telavi   | $10.000 | gravel     | Daniela Ciobanu          | 6-3, 6-3      |
| 2.  | 2015-07-12 | Telavi   | $10.000 | gravel     | Amina Ansjba             | 6-3, 6-4      |
| 3.  | 2015-07-19 | Telavi   | $10.000 | gravel     | Ani Amiraghyan           | 1-6, 6-4, 6-3 |
| 4.  | 2016-03-06 | Nanjing  | $10.000 | hardcourt  | Hsu Ching-wen            | 6-1, 6-1      |
| 5.  | 2016-05-08 | Chimki   | $10.000 | hardcourt  | Jana Sizikova            | 3-6, 6-2, 6-3 |
| 6.  | 2018-08-19 | Guiyang  | $25.000 | hardcourt  | Jovana Jakšić            | 6-3, 6-4      |

### Gewonnen ITF-toernooien dubbelspel
| nr. | finale     | toernooi                 | dotatie | ondergrond | partner              | tegenstandsters in finale             | score            |
| --- | ---------- | ------------------------ | ------- | ---------- | -------------------- | ------------------------------------- | ---------------- |
| 1.  | 2016-12-11 | Solapur                  | $10.000 | hardcourt  | Svjatlana Pirazjenka | Ola Abou Zekry Anastasia Pribylova    | 6-4, 7-5         |
| 2.  | 2018-06-10 | Namangan                 | $25.000 | hardcourt  | Jekaterina Jasjina   | Anna Morgina Julia Terziyska          | 6-3, 6-1         |
| 3.  | 2021-09-05 | Collonge-Bellerive       | $60.000 | gravel     | Amina Ansjba         | Amandine Hesse Tatjana Maria          | 6-1, 6-7, [10-8] |
| 4.  | 2023-04-16 | Santa Margherita di Pula | $25.000 | gravel     | Mariana Dražić       | Zjibek Koelambajeva Sapfo Sakellaridi | 7-5, 6-4         |
| 5.  | 2023-06-04 | La Marsa                 | $25.000 | hardcourt  | Jekaterina Jasjina   | Isabella Shinikova Wei Sijia          | 7-5, 6-7, [11-9] |

## Resultaten grandslamtoernooien
| Legenda | Legenda                          |
| ------- | -------------------------------- |
| g.t.    | geen toernooi gehouden           |
| l.c.    | lagere categorie                 |
| –       | niet deelgenomen                 |
| G       | uitgeschakeld in de groepsfase   |
| 1R      | uitgeschakeld in de eerste ronde |
| 2R      | uitgeschakeld in de tweede ronde |
| 3R      | uitgeschakeld in de derde ronde  |
| 4R      | uitgeschakeld in de vierde ronde |
| KF      | uitgeschakeld in de kwartfinale  |
| HF      | uitgeschakeld in de halve finale |
| F       | de finale verloren               |
| W       | het toernooi gewonnen            |
| w-v     | winst/verlies-balans             |

### Enkelspel
| toernooi        | 2022 |
| --------------- | ---- |
| Australian Open | –    |
| Roland Garros   | 1R   |
| Wimbledon       | –    |
| US Open         |      |